# 3C 58
3C 58 — остаток сверхновой c пульсаром PSR J0205+6449 в центре, находящийся в созвездии Кассиопея на расстоянии 10 000 световых лет, который образовался со взрывом сверхновой, принадлежащей Млечному Пути.

## Местоположение
3C 58 расположен в северо-восточной части созвездия Кассиопеи, к юго-западу от ι Cas, к северо-востоку от ε Cas, δ Cas и M103, к юго-востоку от ω Cas и φ Cas, к северо-западу от IC 1805, η Per, τ Per, δ Per и α Per.

## Строение
В центре 3C 58 расположен молодой 65-миллисекундный пульсар, заключённый в компактную туманность, окружённую ярким тором рентгеновского излучения. Скорость замедления пульсара оценивается в 10 мкс/год.
В осевых направлениях от центра тора на расстояние в несколько световых лет распространяются рентгеновские джеты. Кроме того, объект обвит сложной паутиной рентгеновских нитей и петель. Эти особенности обусловлены излучением частиц чрезвычайно высокой энергии, движущихся в магнитном поле пульсара.
В период между 1984 и 2004 годами была определена степень расширения туманности, которая составляет 0,014 %±0,003 % в год, что соответствует скорости 630±70 км/с вдоль большей оси.

## Связь с исторической сверхновой звездой
Есть предположение, что древние японские и китайские астрономы зафиксировали рождение 3C 58 в результате вспышки сверхновой в 1181 году нашей эры. В опубликованной в 2006 году статье, выполненной по результатам радионаблюдений 3C 58, был сделан вывод, что этот остаток сверхновой может быть намного старше и, следовательно, не связан с SN 1181. Однако в 2013 году было показано, что это кажущееся противоречие связано с неточным определением расстояния до 3C 58, и что более точное определение расстояния (d = 2,0±0,3 кпк) приводит к согласию радионаблюдений с возрастом SN 1181.
В 2021 было объявлено об открытии альтернативного кандидата в SN 1181: чрезвычайно горячей звезды Вольфа-Райе, получившей название Звезды Паркера (J005311 / IRAS 00500+6713), которая окружена газовой туманностью Па 30 (Патчик 30) шириной примерно 0,9 парсека, расширяющейся со скоростью 1100 километров в секунду.

### Теория, обясняющая идентификацию с SN 1181
Пульсар в 3C 58 отличается очень высокой скоростью охлаждения. Столкновения нейтронов с другими субатомными частицами в сверхплотном ядре пульсара приводят к образованию потока нейтрино, который уносит энергию звезды и заставляет её остывать. Однако, наблюдаемая относительно небольшая (менее одного миллиона градусов по Цельсию) температура поверхности пульсара намного ниже прогнозируемого значения для возраста в 830 лет, если предполагать, что масса звезды близка к наиболее типичному для нейтронных звёзд значению 1,4M☉. Чтобы это стало возможным, плотность ядра должна быть заметно больше. Исходя из этих фактов предполагалось даже, что внутри объекта может существовать экзотическое, более плотное состояние вещества (кварковая материя). Однако измеренная температура легко согласуется с возрастом и без привлечения экзотических гипотез, если пульсар имеет достаточно большую массу (> 1,6M☉).